# Anni Küpper
Anni Küpper (Bonn, 1988) es una malabarista profesional y performer alemana, especializada en malabarismo contemporáneo con mazas.    

## Trayectoria
Küpper descubrió los malabares a la edad de los 14 años. Fue en 2009 cuando se profesionalizó en la Academia de Circo y Artes Escénicas (ACaPA) en Tiburg (Países Bajos).
Destaca a nivel internacional por la elevada habilidad en manipulación y en equilibrios de mazas así como por la creación artística ante su versatilidad y personalidad. El estilo de sus obras está basado principalmente en las ideas conceptuales del Performance Art.
Ha participado y colaborado en talleres, proyectos y festivales a nivel mundial como Japón, Singapur, Israel, Ecuador y Gabón. Ejemplos de sus obras más destacadas son Nimmerland, Paganini, Take Wing y La Màquina.
Además de su trabajo como artista, Küpper se dedica a la docencia de esta disciplina circense desde el 2005, tanto en la formación y asesoramiento a otros profesionales, como en el circo social dentro de programas de sensibilización y educación para niños, niñas y personas  adultas.
En relación con su labor de investigación, Küpper también ha participado en revistas de circo con textos de sonora crítica. Uno de los artículos más destacados es el número 110 de la cerrada revista Kaskade acerca de las mujeres malabaristas y su papel dentro del circo en una disciplina predominantemente masculina.

## Premios
- 2012 - Circus school competition show. Primer premio en la Convención Europea de Malabarismo.
- 2014 - RWE Nachwuchstalent , premio al talento joven.
- 2015 - Most Inspirational Juggler 2015, voto público en el Festival de Malabarismo de Humboldt, Arkata, California.[4]
- 2016 - Instructor of the month, en Flows Arts Institute.[4]